# Virtuele organisatie
Een virtuele organisatie is een organisatievorm die gekenmerkt wordt door de afwezigheid van een gedeelde fysieke ruimte. De organisatieleden werken samen door middel van telecommunicatie. Met name als gevolg van de opkomst van het internet nam de belangstelling voor, alsook de realiseerbaarheid van, virtuele organisatievormen sterk toe.
Een met enige regelmaat voorkomende vergissing is om internetorganisaties gelijk te stellen aan een virtuele organisatie. Een internetorganisatie kan een virtuele organisatie zijn, maar dit hoeft niet. Zo is een organisatie als Amazon.com, ondanks dat ze geen fysieke winkels heeft, geen virtuele organisatie. Er zijn immers Amazon.com hoofdkantoren en distributiecentra, waarin mensen in min of meer traditionele organisatieverbanden georganiseerd zijn.
Volledig virtuele organisaties van enige omvang zijn zeer zeldzaam. De term wordt ook gebruikt voor organisaties die veel van hun taken uitbesteden aan derden (outsourcing). Hoewel deze derden traditioneel georganiseerd kunnen zijn, wordt vanuit het oogpunt van de uitbestedende organisatie gekozen voor de term virtuele organisatie. In dit laatste geval spreekt men soms ook van netwerkorganisatie.